# Città di Newcastle
La città di Newcastle è una Local Government Area che si trova nel Nuovo Galles del Sud. Essa si estende su una superficie di 187 chilometri quadrati e ha una popolazione di 148.535 abitanti. La sede del consiglio si trova a Newcastle.